# Nghệ rừng
Nghệ rừng hay nghệ trắng (danh pháp hai phần: Curcuma aromatica) là loài thực vật thuộc chi Nghệ, họ Gừng. Nó được Richard Anthony Salisbury mô tả khoa học lần đầu tiên năm 1808.

## Phân bố
Loài này có tại Ấn Độ, Bangladesh, Bhutan, Myanmar, Nepal, Sri Lanka, Thái Lan, Trung Quốc (Tây Tạng, trung nam), Việt Nam. Du nhập vào miền đông nam Trung Quốc và đảo Hải Nam. Tại Trung Quốc tìm thấy ở các tỉnh Phúc Kiến, Quảng Đông, Quảng Tây, Quý Châu, Hải Nam, Tứ Xuyên, Tây Tạng, Vân Nam, Chiết Giang. Tại đây nó có tên gọi là 郁金 (uất kim). Loài này có cả dạng mọc hoang và dạng được gieo trồng.

## Mô tả
Cây cao ~1 m. Thân rễ phân nhiều nhánh, ~7-11 × 5–7 cm, ruột màu vàng, hình elip hoặc hẹp như vậy, mọng thịt, mùi rất thơm; rễ với các củ hình thoi, màu vàng. Lá mọc thành bụi thưa. Cuống lá dài bằng phiến lá; phiến lá thuôn dài-hình elip, 30-60 × 10–20 cm, màu xanh lục, mặt gần trục nhẵn nhụi, mặt xa trục có lông tơ, đáy thon nhỏ dần, đỉnh hình đuôi hẹp. Cụm hoa trên các chồi riêng biệt sinh ra từ thân rễ, thường xuất hiện trước khi ra lá; cành hoa dạng bông thóc hình trụ, ~15-20 × 7–8 cm; lá bắc sinh sản màu lục nhạt đến hồng (các lá bắc trên), hình trứng, 4–5 cm; lá bắc mào màu trắng, nhuốm ánh màu đỏ hay tía đỏ, thuôn dài hẹp, ~5,5-6,5 × 3–4 cm, có lông tơ, ở đỉnh có mấu nhọn. Đài hoa có lông thưa, 0,8-1,5 cm. Ống tràng hoa hình phễu, 2,3-2,5 cm, có lông nhung ở họng; các thùy màu trắng ánh hồng, thuôn dài, ~1-1,5 cm. Các nhị lép bên màu ánh vàng, hình trứng ngược-thuôn dài, ~1,5 cm. Cánh môi màu vàng, hình trứng ngược đến tròn, ~2,5 cm, đỉnh có khía răng cưa. Bầu nhụy có lông nhung. Ra hoa tháng 4-6. Không thấy hạt. 2n = 42.
Dễ dàng phân biệt nó với C. nankunshanensis ở chỗ ruột thân rễ màu vàng, lá bắc mào màu đỏ tía và không mang hạt so với ruột thân rễ màu trắng, lá bắc mào màu trắng trừ màu tía về phía đỉnh và có hạt ở C. nankunshanensis.

### Curcuma wenyujin
The Flora of China còn công nhận loài C. wenyujin Y. H. Chen & C. Ling, 1981 (đồng nghĩa: Curcuma wengyujin Chen), tên gọi tiếng Trung: 温郁金 (ôn uất kim), chỉ được tìm thấy trong gieo trồng tại các tỉnh Quảng Đông, Quảng Tây và Chiết Giang. Mô tả về loài này như sau:
Cây cao 0,8-1,6 m. Thân rễ ruột màu ánh vàng, vỏ màu trắng, hình trứng, mập, nhiều thịt; rễ củ hình thoi ở ngọn. Cuống lá ~30 cm; phiến lá thuôn dài hoặc hình trứng-thuôn dài, 35-75 × 14–22 cm, nhẵn nhụi, đáy gần thuôn tròn hoặc hình nêm rộng, đỉnh nhọn hoặc hình đuôi ngắn. Cụm hoa trên chồi riêng biệt sinh ra từ thân rễ; cuống 15–20 cm; cành hoa dạng bông thóc 20–30 cm; mào lá bắc nhuốm ánh đỏ, thuôn dài, 5–8 cm, đỉnh nhọn; lá bắc sinh sản màu xanh lục, hình trứng, 3–5 cm. Đài hoa màu trắng, 1-1,2 cm. Tràng hoa màu trắng; ống tràng ~2,8 cm, có lông nhung trắng ở họng; các thùy ~1,5 × 1,2 cm. Các nhị lép bên màu vàng, hình cánh hoa, thuôn dài, ~1,7 cm. Cánh môi uốn ngược, màu vàng với phần giữa sẫm màu, hình trứng ngược, ~2,2 cm, đỉnh có khía răng cưa. Chỉ nhị rất ngắn; bao phấn với 2 cựa ở gốc. Bầu nhụy rậm lông. Ra hoa tháng 5-6. 2n = 63.
Tuy nhiên, các nguồn tài liệu khác như The Plant List, POWO, hay WCSP chỉ coi nó là đồng nghĩa của C. aromatica.

## Sử dụng
Tại một số nơi được dùng trong y học dân gian làm thuốc chữa bệnh, hay y học thảo mộc hóa mỹ phẩm. Theo Phạm Hoàng Hộ (1999) thì củ dùng làm thuốc, bổ, kiện vị, trị tê thấp, làm lành tốt các vết thương như trên, lợi kinh; trị nọc rắn; in vitro: chống siêu khuẩn, thủy bào chẩn.

## Hình ảnh

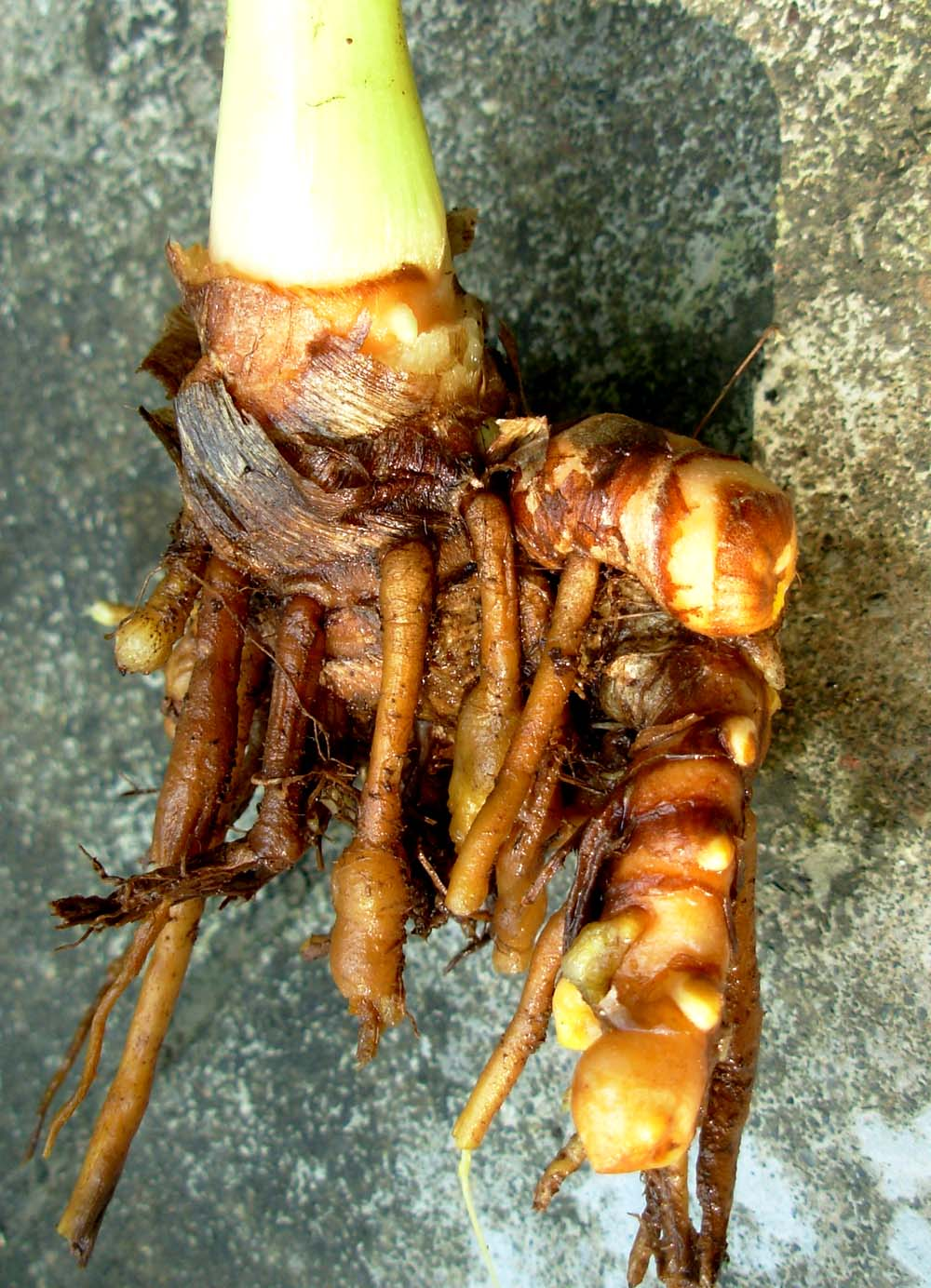
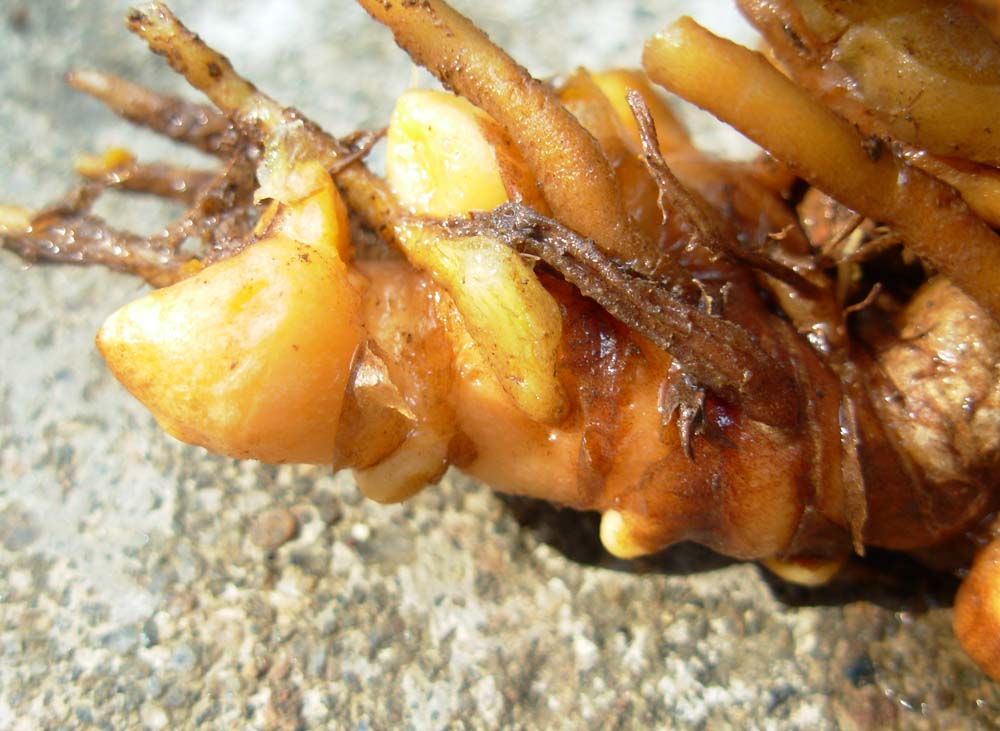
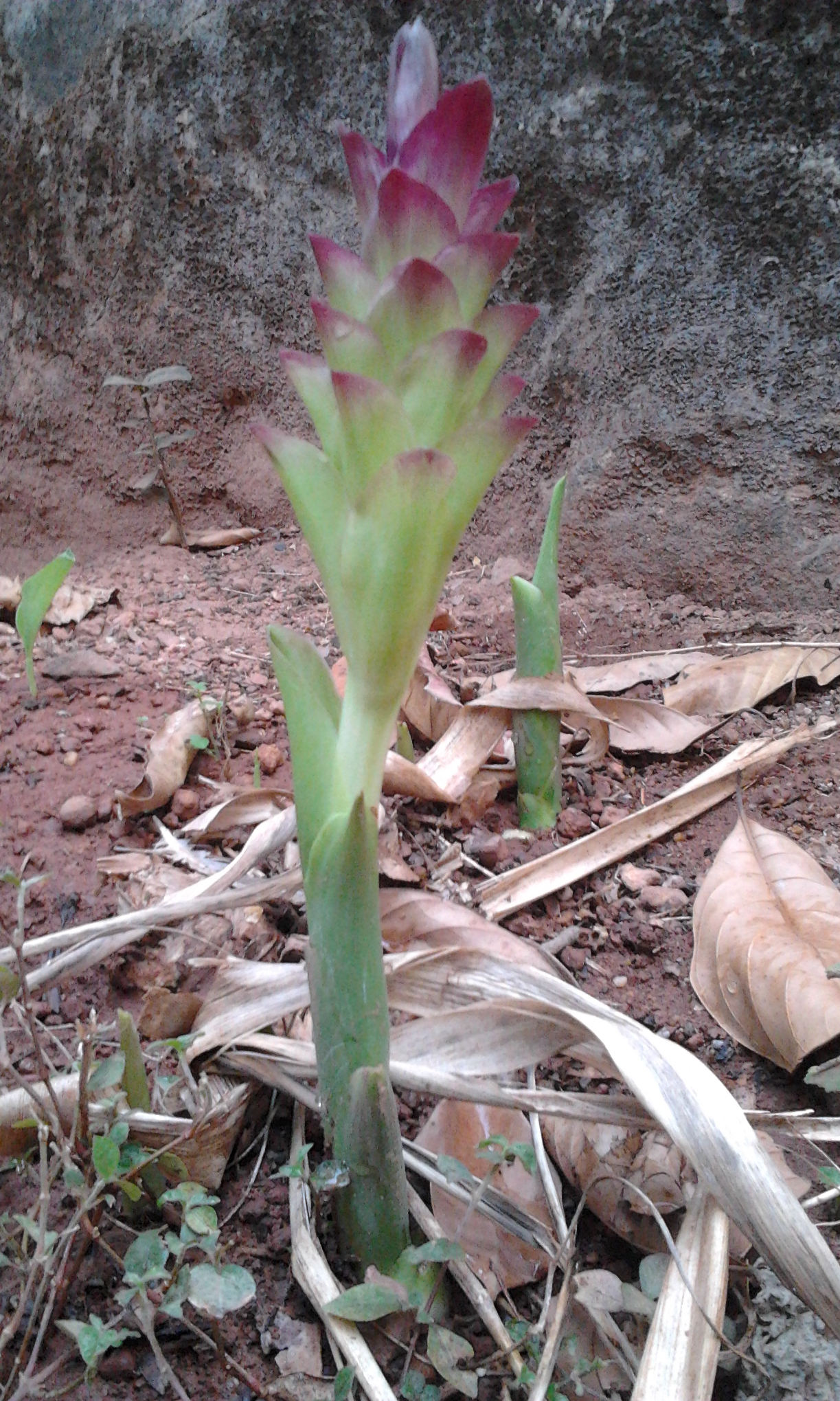
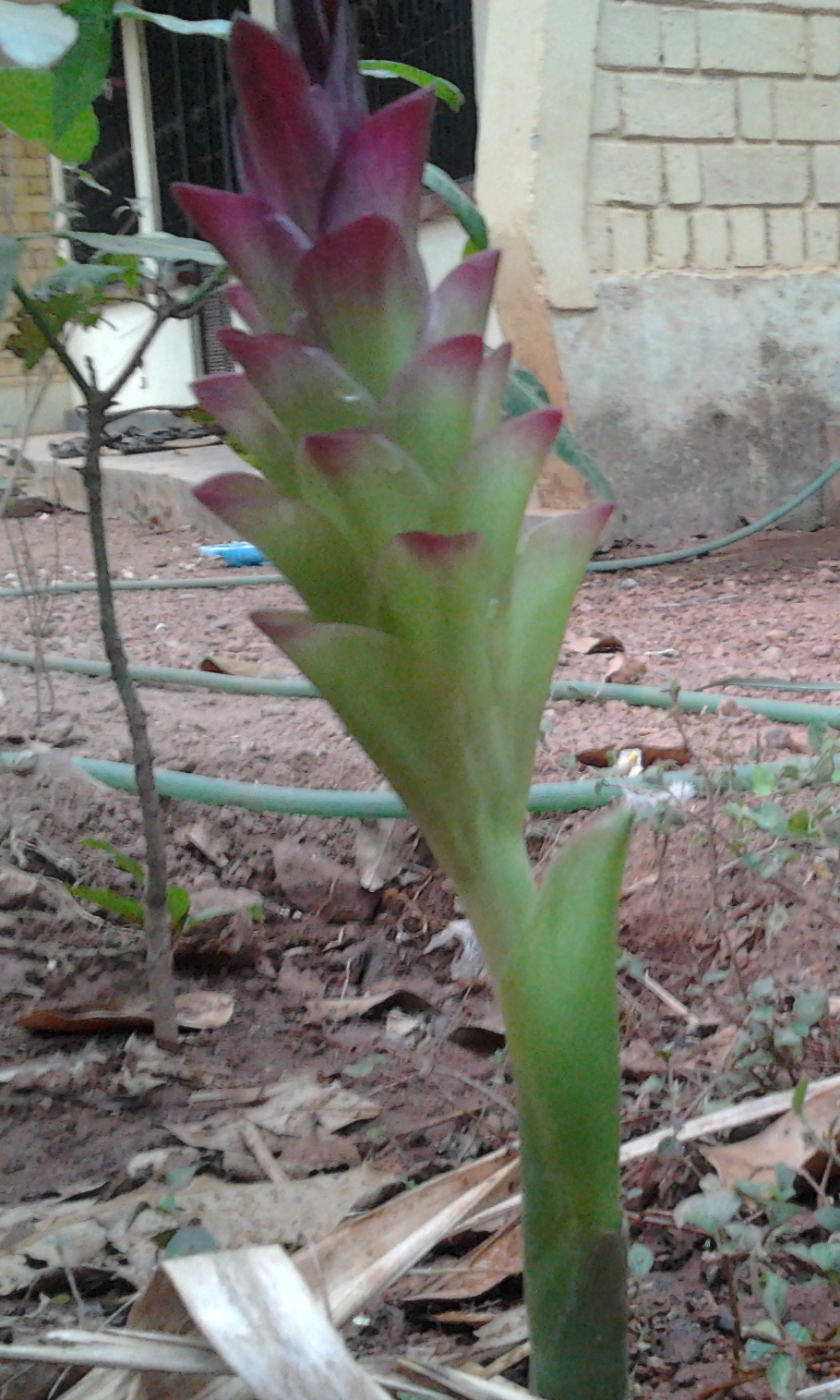